# Zadrima

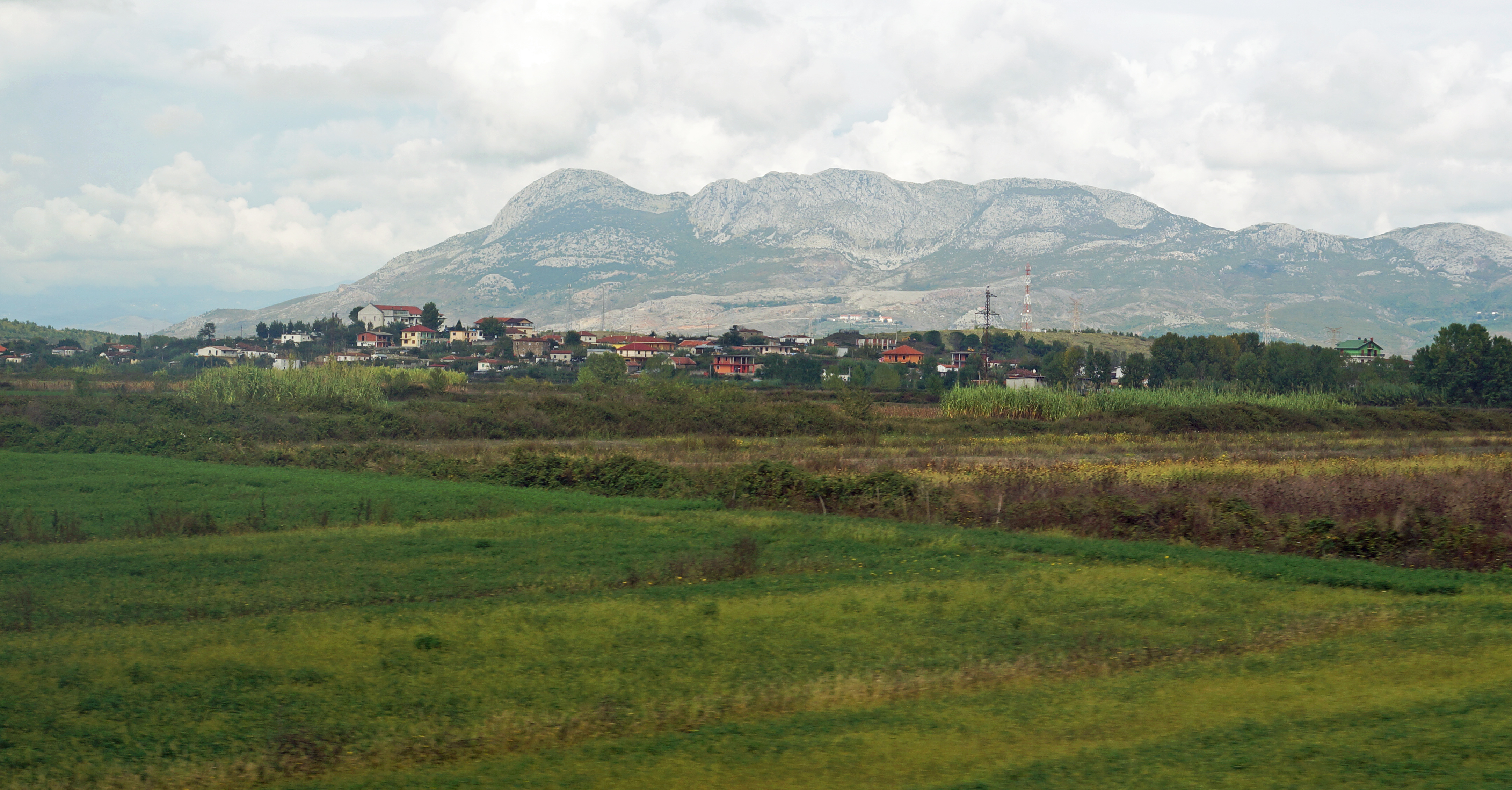
Das Dorf Blinisht und die Maja e Shitës

Die Zadrima (albanisch auch Zadrimë) ist eine geographische und ethnographische Region und Ebene im Norden Albaniens. Das Gebiet liegt zwischen Shkodra und Lezha in der Küstenebene entlang des alten Flusslaufes des Drin und dessen Nebenfluss Gjadër. Es umfasst 40 Dörfer verteilt auf rund 350 Quadratkilometern.
Zu den wichtigsten Dörfern gehören Gjadër, Dajç, Pistul, Shkjeza, Mjeda, Hajmal, Troshan und Kallmet. Die meisten Dörfer liegen wie das kleine Fishta am Rand, vereinzelte auf Erhöhungen im Zentrum der Ebene. Die Zadrima liegt in den heutigen Gemeinden Vau-Deja und Lezha; früher bildeten die Komuna Bushat, Hajmel, Dajç und Blinisht sowie die Bashkia Vau-Deja die Kernregion der Zadrima. Zusammen hatten diese fünf Gemeinden 2011 fast 34.000 Einwohner.
Im Westen wird das Gebiet durch den langgestreckten Hügelzug Mali i Kakarriqit (392 m ü. A.) gegen das Meer hin abgeschlossen, dem sich im Norden der Hügel von Bushat (249 m ü. A.) und andere kleine Hügelzüge anschließen. Im Osten begrenzt das Küstenrandgebirge, die Ausläufer des Skanderbeggebirges mit Maja e Shitës (614 m ü. A.) und Mali i Velës (1170 m ü. A.), die Ebene. Im Norden bildet der heutige Lauf des Drins den Abschluss, im Süden die Stadt Lezha.
Das mehrheitlich katholische Gebiet ist Heimat vieler albanischer Kleriker wie Frang Bardhi (1606–1643), Lazër Mjeda (1869–1935) und des bedeutenden Dichters Gjergj Fishta (1871–1940). Auf dem Burghügel von Sapa befand sich lange der Sitz des Bistums Sapa, bevor dieses nach Vau-Deja verlegt wurde. 

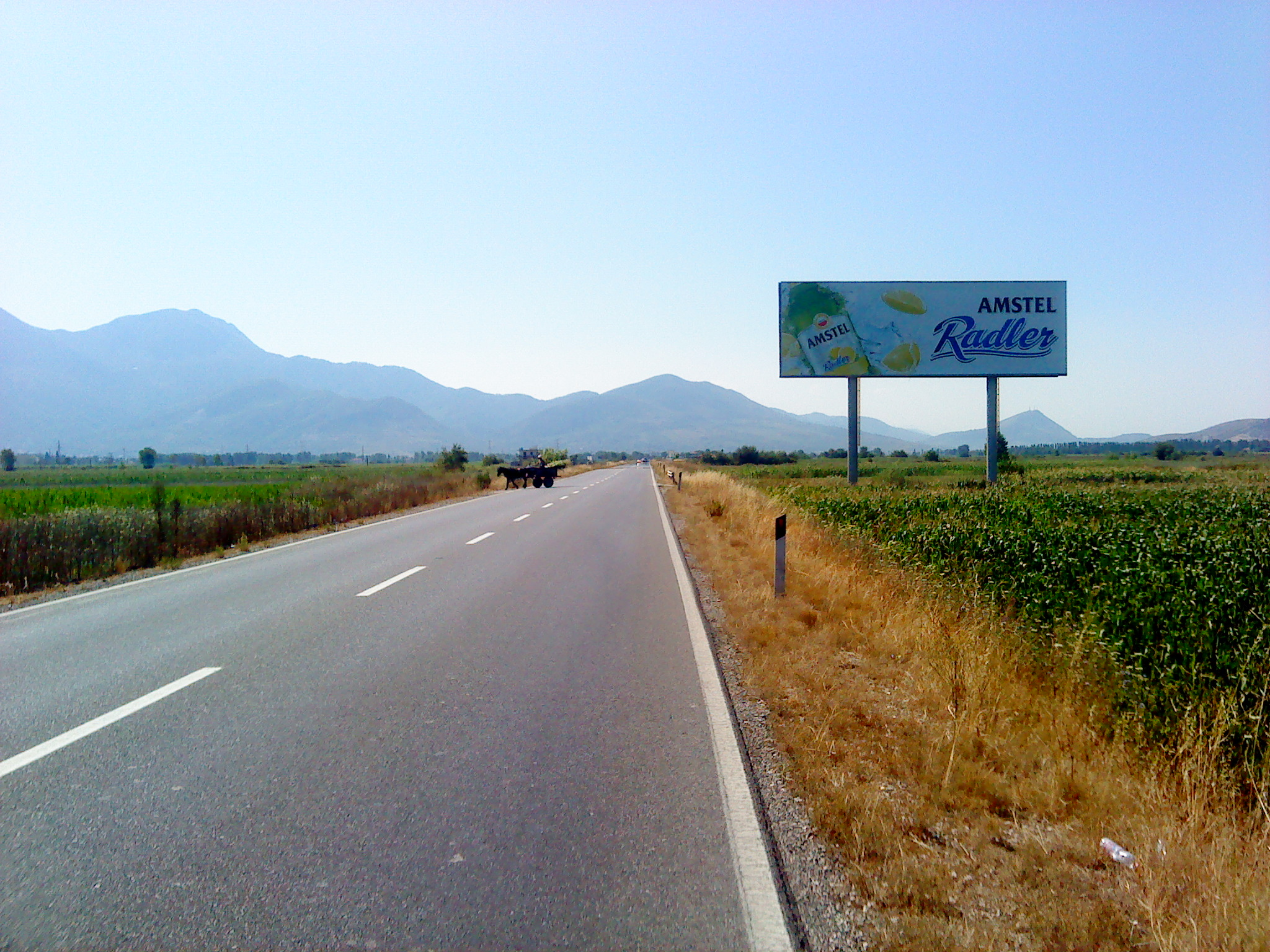
SH1 in der Zadrima

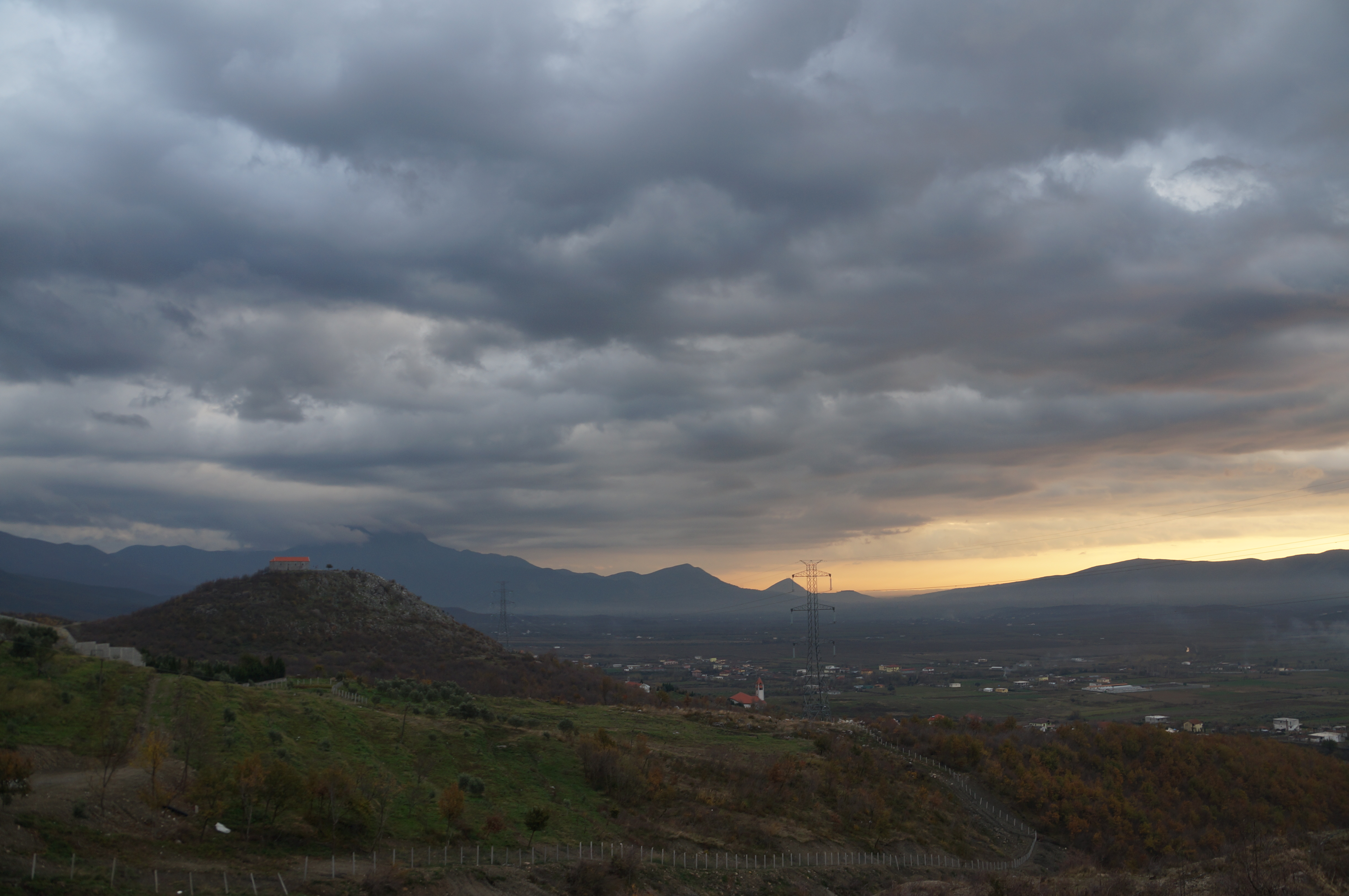
Wintertag bei Nënshat

Bis heute ist die Region stark landwirtschaftlich geprägt. Vom Dorf Kallmet hat die Kallmet-Traube, vermutlich die Ursprungsvariante des Kadarka und eine der bedeutendsten albanischen Reben, ihren Namen.
Quer durch die Zadrima verläuft die Schnellstraße Lezha–Shkodra (SH1). Seit ihrem Bau kurz nach dem Jahr 2000 ist die zuvor schwer zugängliche Region besser erschlossen. Die Linie der albanischen Eisenbahn Hekurudha Shqiptare hält sich hingegen mehr an den Ostrand der Ebene. Im Westen liegt der Militärflugplatz Gjadër der albanischen Luftstreitkräfte.
Der Name Zadrima ist slawischen Ursprungs und bedeutet hinter dem Drin.